# Gerald Schreck
Gerald Click Schreck (Pensacola, 8 de março de 1939 — 2 de abril de 2022) é um velejador estadunidense, campeão olímpico. Ele competiu nos Jogos Olímpicos de Verão de 1968 na classe Dragon e conquistou a medalha de ouro, ao lado de George Friedrichs e Barton Jahncke. No ano passado, os três já haviam vencido o Campeonato Mundial em Toronto. Eles também foram campeões norte-americanos de 1965 a 1967.